# Ion Samoilă
Ion Samoilă (n. 26 noiembrie 1959) este un deputat român, ales în 2024 din partea PSD. 